# Mesoleptidea hungarica
Mesoleptidea hungarica är en stekelart som först beskrevs av Kiss 1929.  Mesoleptidea hungarica ingår i släktet Mesoleptidea och familjen brokparasitsteklar. Inga underarter finns listade i Catalogue of Life.